# تشارلز كولير
تشارلز كولير (بالإنجليزية: Charles Collier)‏ هو سياسي أمريكي، ولد في 19 يوليو 1848 في أتلانتا في الولايات المتحدة، وتوفي في 28 سبتمبر 1900.